# Mons Sarts (metrostation)
Het station Mons Sarts is een metrostation van lijn 2 van de metro van Rijsel, gelegen in de Franse gemeente Mons-en-Barœul. De naam komt van de wijk waarin het ligt, "Sarts". Dit metrostation is het eerste station van lijn 2 richting Tourcoing (CH Dron) dat buiten Rijsel ligt.